# Oostvoorne
Oostvoorne est un village situé dans la commune néerlandaise de Westvoorne, dans la province de la Hollande-Méridionale. Le 1er janvier 2018, le village comptait environ 6 760 habitants. Oostvoorne est situé sur l'île de Voorne-Putten, au bord du lac d'Oosvoorne.

## Histoire
Oostvoorne a été une commune indépendante jusqu'au 1er janvier 1980. À cette date, elle fusionne avec Rockanje pour former la commune de Westvoorne.

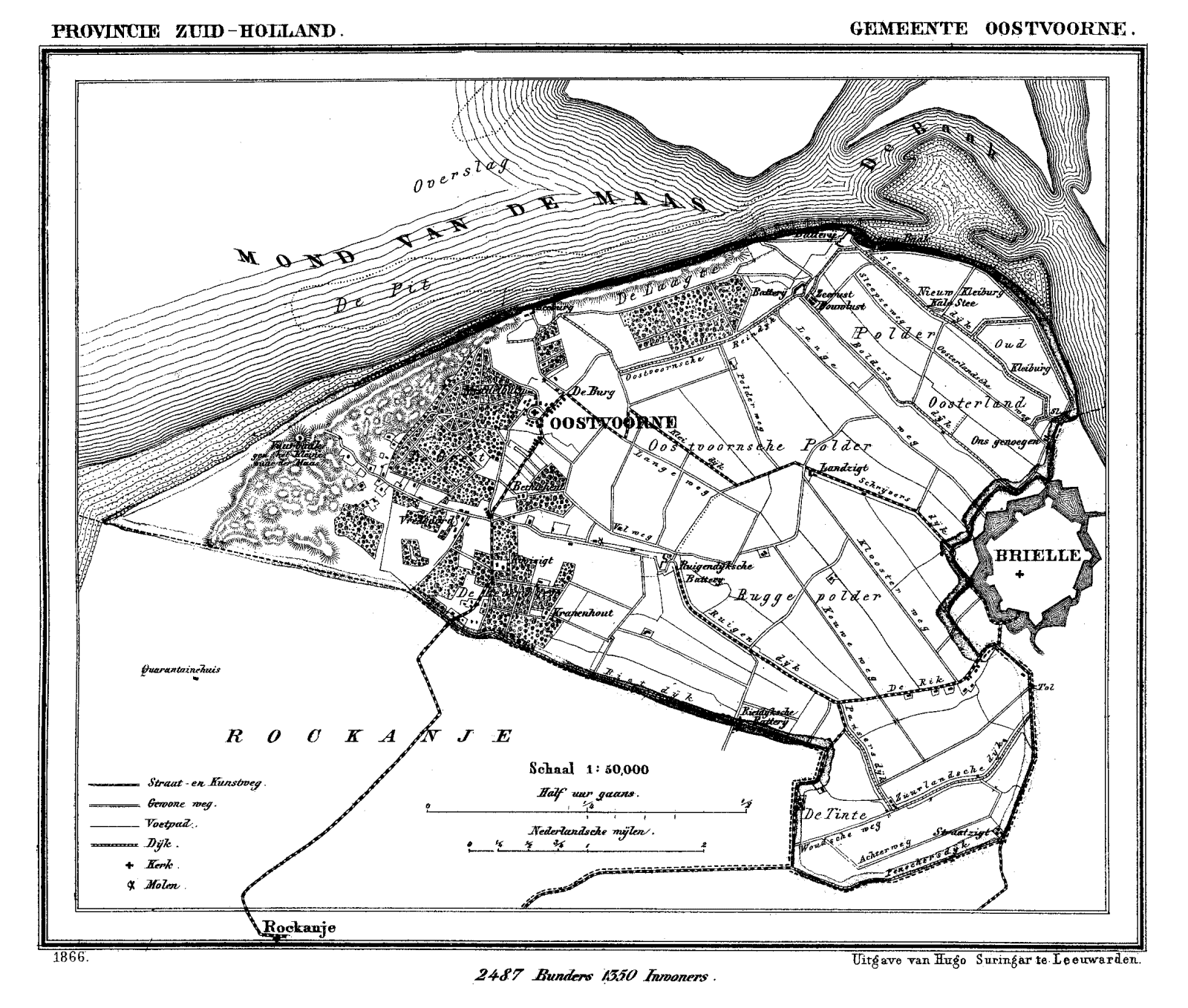
Oostvoorne en 1866.

## Personnalités liées à la commune
- Youri Baas (2003-), footballeur né à Oostvoorne.